# Al-Kulajat
Al-Kulajat (arab. القليعات) – wioska w Jordanii, w muhafazie Irbid.

## Położenie
Al-Kulajat położona jest w depresji Doliny Jordanu, na północy Jordanii. Leży na wschodnim brzegu rzeki Jordan, w otoczeniu pól uprawnych. W pobliżu znajdują się miasto Wakkas, oraz wioski Kalla’at i Az-Zimalijja.
W odległości około 2 km na zachód od miasta przebiega granica jordańsko-izraelska. Po stronie izraelskiej znajdują się moszawy Jardena i Bet Josef, oraz kibuc Chamadja.